# Трејнспотинг 2
Трејнспотинг 2 (енгл. T2 Trainspotting) је британска комична драма из 2017. године чија се радња одвија у Единбургу, у Шкотској. Филм је режирао Дени Бојл. Ово је наставак филма Трејнспотинг, који је снимљен по роману Ирвина Велша. T2 је реализован 27. јануара 2017. године у Енглеској а у остатку света, током фебруара и марта исте године.
У наставку Бојловог филма из 1996. године, иста глумачка екипа као у првом делу репризира своје улоге. У главним улогама су Јуан Макгрегор, Јуен Бремнер, Џони Ли Милер, Роберт Карлајл, Ширли Хендерсон, Џејмс Космо и Кели Макдоналд. У филму се појављује и нови лик, Вероника, коју глуми Анђела Недјалкова. У T2 се појављују и неке сцене и музика из првог дела.
Филм је постигао критички и комерцијални успех, зарадивши преко 42 милиона фунти наспрам буџета од 18 милиона фунти.

## Радња
Двадесет година након што је својим пријатељима украо 8.000 фунти од продаје дроге и започео нови живот у Амстердаму, 46-годишњи Марк Рентон добија срчани удар у теретани. Иако је сада већ две деценије чист од хероина, он је на прагу развода и добијања отказа због вишка запослених. На ивици кризе средњих година и губитку свог животног смера, носталгичан, он одлучује да отпутује назад у Единбург. Данијел „Спад” Мерфи се вратио кругу зависности од хероина, након што се растао од своје супруге Гејл и након што је изгубио приступ свом сину тинејџеру, Фергусу, који се родио кратко након што је Рентон отишао. Сајмон „Сик Бој” Вилијамсон злоупотребљава кокаин, води бар који пропада и заједно са својом девојком Бугарком, Вероником, улази у шеме уцењивања. Франсис „Франко” Бегби издржава дугу затворску казну и напада свог адвоката, након што му је казна продужена за још пет година.
Рентон одлази у посету Спаду баш на време да га спаси од покушаја самоубиства. Он нуди помоћ Спаду у превазилажењу његове зависности. Касније, Рентон посећује Сик Боја у његовом бару, где га Сик Бој напада, још увек бесан због крађе његовог новца. Након тога, Рентон упознаје Веронику и исплаћује Сик Боју његов оригинални проценат новца. Сик Бој се не смирује и говори Вероники да планира да се освети.
Бегби бежи из затвора након преваре изазване самоповређивањем и враћа се у стан своје отуђене супруге Џун. Тамо се среће са својим сином који сада иде на факултет, Франком млађим, кога присиљава да му се придружи у пљачкању кућа. Он исмева синовљев избор студирања хотелског менаџмента, уместо обављања криминалних активности. Бегби одлази у посету Сик Боју, који се претвара да је чуо да Рентон живи у Амстердаму и обећава да ће набавити Бегбију лажни пасош, како би он могао да отпутује у Холандију и изврши своју дуго планирану освету.
Рентон, Сик Бој и Вероника лажно се пријављују за бесповратну помоћ Европске уније за развој бизниса од 100.000 фунти, којом планирају да претворе горњи спрат паба у пословни подухват који је Сик Бој обећао Вероники, бордел под маском сауне. Веронику, међутим, почиње да привлачи Рентон и њих двоје започињу аферу. Спад се такође прикључује реновирању и спријатељава се са Вероником, која га инспирише да запише своје мемоаре. Једна од Сик Бојевих жртава уцењивања, пријављује га полицији, па Рентон тражи правни савет од своје бивше девојке Дајане Кулстон, која је сада солиситор. Приходи њиховог криминала се брзо троше на правне таксе и Сик Бојеву зависност од кокаина. Рентон успева да побегне од Бегбија после случајног сусрета у ноћном клубу. Рентона и Сик Боја киднапује Дојл, власник ривалског бордела, који их одвози у једно село и застрашује их да напусте свој план, остављајући их да голи оду пешке у Единбург.
Бегби посећује Спада и читајући његове мемоаре, открива да му је Рентон оставио део новца. Вероника стиже и Бегби јој краде телефон, који користи како би послао поруке Рентону и Сик Боју да дођу у паб у поноћ. Вероника одводи Спада до свог стана и нуди му да оде са њом, обећавајући му половину од 100.000 фунти. Спад се плаши да ће поново потрошити све на хероин, па му она нуди да остави свој део Гејл и Фергусу. Он јој помаже да пребаци новац на њен рачун, фалсификујући потписе Рентона и Сик Боја. Прочитавши још један одломак из Спадових списа о њиховом сусрету са Бегбијевим оцем алкохоличарем на напуштеној железничкој станици, Бегби одлази код Џун у стан последњи пут, где се извињава Франку млађем за злостављање и говори му да ће бити бољи човек него што су он или његов отац икада били.
Спад стиже сувише касно у паб да упозори Рентона и Сик Боја на Бегбијеву замку. Бегби онесвести Сик Боја и јури Рентона према горњем спрату. Баца Рентона кроз даске на поду, остављајући га обешеног за врат ожичењем; Бегби покушава да га задави, али Сик Бој га прска бибер спрејом и спашава Рентона. Бегби вади своју сачмарицу и покушава обојицу да их убије, али пада у несвест након што га Спад удари са откинутом ве-це шољом.
Они остављају Бегбија у гепеку Сик Бојевог аутомобила изван затвора. Вероника се враћа свом сину у Бугарској. Спад саставља своју књигу мемоара и поправља свој однос са Фергусом и Гејл, која му предлаже наслов. Рентон и Сик Бој настављају своје старо пријатељство. Рентон се усељава у кућу свог оца, сада удовца, грли га у знак помирења и одлази у своју собу, у којој плеше уз песму Lust for Life.

## Улоге
| Глумац            | Улога                       |
| ----------------- | --------------------------- |
| Јуан Макгрегор    | Марк „Рент Бој” Рентон      |
| Јуен Бремнер      | Данијел „Спад” Мерфи        |
| Џони Ли Милер     | Сајмон „Сик Бој” Вилијамсон |
| Роберт Карлајл    | Франсис „Франко” Бегби      |
| Кели Макдоналд    | Дајана Кулстон              |
| Ширли Хендерсон   | Гејл Хјустон                |
| Џејмс Космо       | господин Рентон             |
| Анђела Недјалкова | Вероника Ковач              |
| Ирвин Велш        | Мики Форестер               |